# سوق متوازن

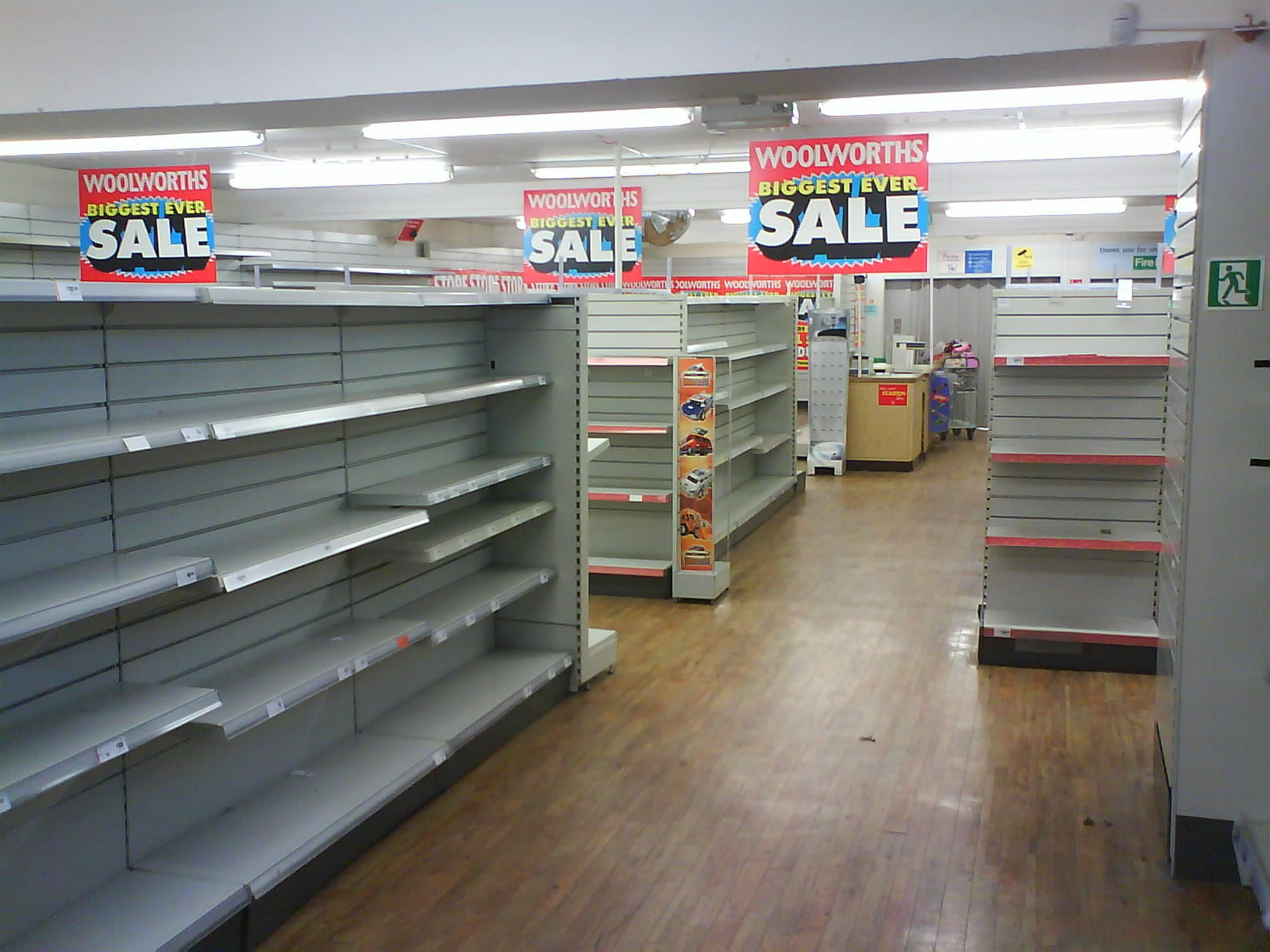

السوق المتوازن (بالإنجليزية: Market clearing)‏، هو السوق الذي تكون عنده إمدادات السلع تعادل الطلب عليها من طرف مستهلكين متنافسين، بحيث لا يكون هناك أي عرض أو طلب متبقٍ.